# Wilhelm Schubart
Wilhelm Schubart, född den 21 oktober 1873 i Liegnitz, död den 9 augusti 1960 i Halle, var en tysk antikhistoriker. Han var gift med Gertrud Schubart-Fikentscher.
Schubart studerade klassisk filologi och filosofi vid universiteten i Tübingen, Halle, Berlin och Breslau. Han blev filosofie doktor vid universitetet i Breslau 1897 och habiliterade sig i antikens historia vid Berlins universitet 1900. Åren 1901–1912 var han biträdande föreståndare vid kungliga museerna i Berlin och därefter föreståndare för papyrussamlingen i Berlin 1912–1937. Samtidigt var han extra ordinarie professor från 1912. Åren 1931–1937 var han honorarieprofessor i Berlin och 1948–1952 professor i antikens historia vid universitetet i Leipzig. Karl Gustav Ljunggren skriver i Svensk Uppslagsbok: "S. är våra dagars ledande auktoritet på papyrusforskningens område och har utg. en lång rad såväl originaltexter som bearbetningar och vitträckande kulturhistoriska översikter."